# デヴィッド・ウォード

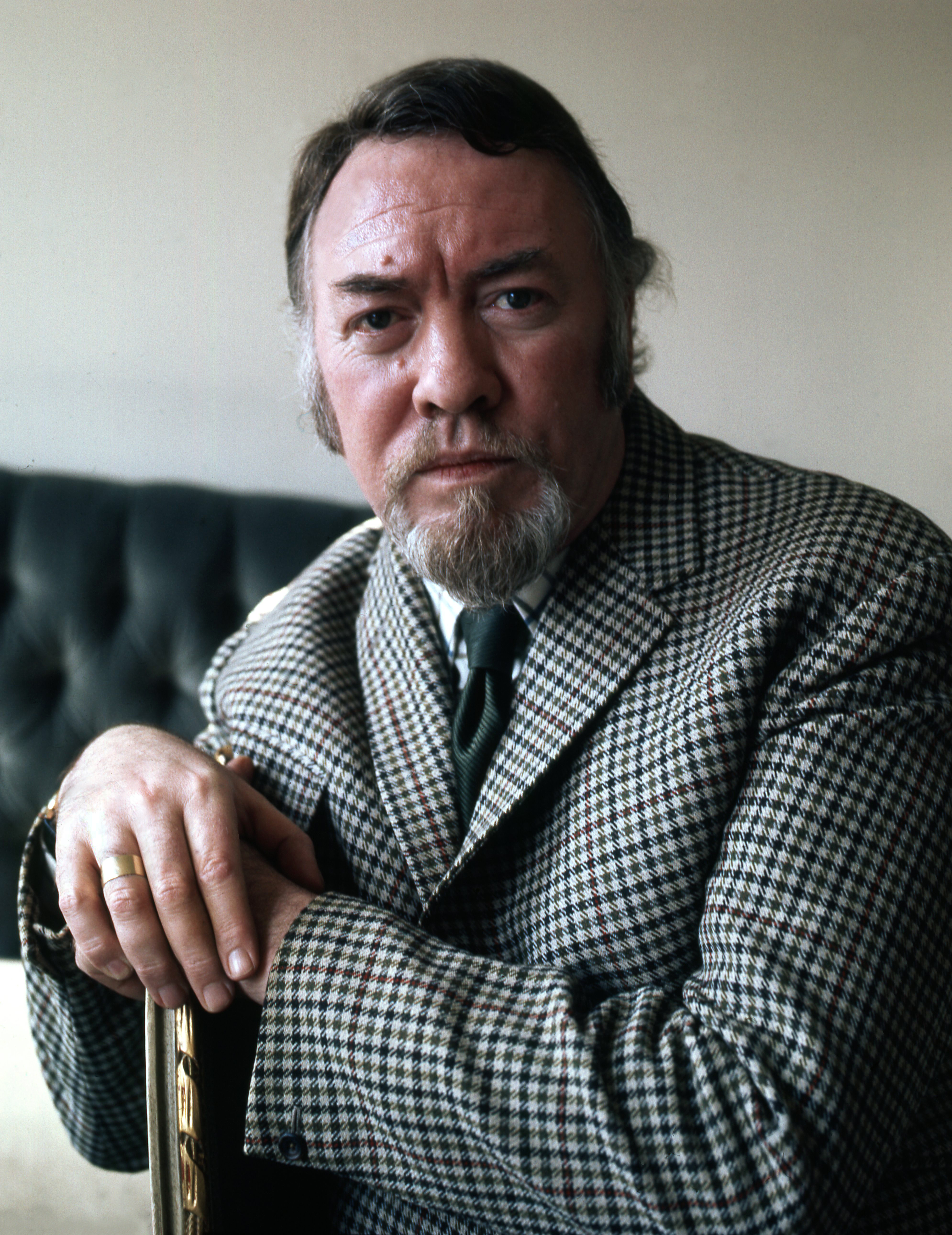
1974年

デヴィッド・ウォード（David Ward, 1922年7月3日 - 1983年7月16日）は、イギリスのバス歌手。
ダンバートンの出身。第二次世界大戦でイギリス海軍に所属した後、ロンドンの王立音楽大学でクライヴ・キャリーに声楽を学ぶ。1953年にロンドン・サドラーズ劇場でラトランド・ボートンの《不滅の時間》の老詩人役でデビューを飾り、同劇場に1959年まで出演した、1958年にはグラインドボーン音楽祭に出演し、その翌年から亡くなるまでコヴェントガーデン王立歌劇場の常連として出演し続けた。1960年から1962年までバイロイト音楽祭に出演し、その際にはハンス・ホッターを訪ねてリヒャルト・ワーグナーの作品の役作りについて助言を得ている。
1963年にはメトロポリタン歌劇場に出演し、ミラノ・スカラ座にも進出するなど、イギリス内外を問わず国際的な活動を行い、1972年にはCBEを贈られている。
ニュージーランドのダニーデンにて没。

## 註
| スタブアイコン | サブスタブ | この項目は、まだ閲覧者の調べものの参照としては役立たない、人物に関連した書きかけの項目です。この項目を加筆・訂正などしてくださる協力者を求めています（P:人物伝/PJ:人物伝）。 |